# Weilheim in Oberbayern
Weilheim in Oberbayern település Németországban, azon belül Bajorországban. Lakosainak száma 23 378 fő (2023. december 31.). Weilheim in Oberbayern Raisting, Wielenbach, Seeshaupt, Eberfing, Polling és Wessobrunn községekkel határos.

## Népesség
A település népessége az elmúlt években az alábbi módon változott:
| Lakosok száma | 2599 | 5249 | 12 313 | 15 347 | 19 760 | 21 536 | 21 308 | 22 184 | 22 477 | 23 378 |
|               | 1840 | 1910 | 1950   | 1975   | 1995   | 2005   | 2012   | 2015   | 2019   | 2023   |